# Cohors I Montanorum (Syria Palaestina)

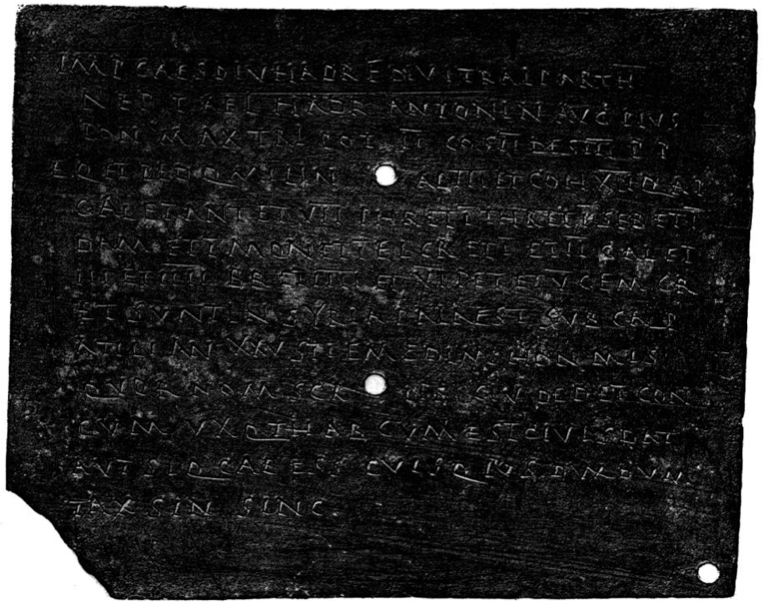
Das Militärdiplom des Jahres 139

Die Cohors I Montanorum [civium Romanorum] (deutsch 1. Kohorte der Bergbewohner [der römischen Bürger]) war eine römische Auxiliareinheit. Sie ist durch Militärdiplome belegt.

## Namensbestandteile
- Cohors: Die Kohorte war eine Infanterieeinheit der Auxiliartruppen in der römischen Armee.

- I: Die römische Zahl steht für die Ordnungszahl die erste (lateinisch prima). Daher wird der Name dieser Militäreinheit als Cohors prima .. ausgesprochen.

- Montanorum: der Bergbewohner. Die Soldaten der Kohorte wurden bei Aufstellung der Einheit auf dem Gebiet der römischen Provinzen Raetia und Noricum rekrutiert.

- civium Romanorum: der römischen Bürger. Den Soldaten der Einheit war das römische Bürgerrecht zu einem bestimmten Zeitpunkt verliehen worden. Für Soldaten, die nach diesem Zeitpunkt in die Einheit aufgenommen wurden, galt dies aber nicht. Sie erhielten das römische Bürgerrecht erst mit ihrem ehrenvollen Abschied (Honesta missio) nach 25 Dienstjahren. Der Zusatz kommt in dem Militärdiplom von 142 vor.

Da es keine Hinweise auf die Namenszusätze milliaria (1000 Mann) und equitata (teilberitten) gibt, ist davon auszugehen, dass es sich um eine Cohors quingenaria peditata, eine reine Infanterie-Kohorte, handelt. Die Sollstärke der Einheit lag bei 480 Mann, bestehend aus 6 Centurien mit jeweils 80 Mann.

## Geschichte
Die Kohorte war in der Provinz Syria Palaestina stationiert. Sie ist auf Militärdiplomen für die Jahre 136/137 bis 160 n. Chr. aufgeführt.
Die Einheit entstand vermutlich aus der Cohors I Montanorum (Moesia) (bzw. aus einer Vexillation dieser Einheit), die in den Osten des römischen Reiches abgeordnet wurde. Ein Teil der Einheit verblieb dort und wurde wieder zu einer vollständigen Kohorte ergänzt. Der erste Nachweis der Einheit in Syria Palaestina beruht auf einem Diplom, das auf das Jahr 136/137 datiert ist. In den Diplom wird die Kohorte als Teil der Truppen (siehe Römische Streitkräfte in Syria) aufgeführt, die in der Provinz stationiert waren. Weitere Diplome, die auf 139 bis 160 datiert sind, belegen die Einheit in derselben Provinz.

## Standorte
Standorte der Kohorte sind nicht bekannt.

## Angehörige der Kohorte
Ein Angehöriger der Kohorte, Gaius Vibius Celer Papirius Rufus, ein Präfekt ist bekannt.